# Hemsbach

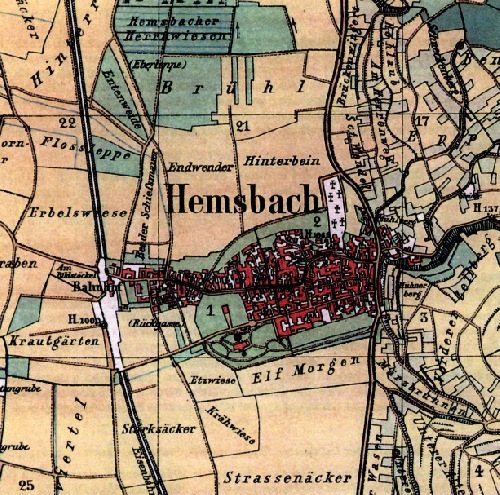
Hemsbach 1890

Hemsbach ist eine Stadt mit ungefähr 12.000 Einwohnern im Rhein-Neckar-Kreis in Baden-Württemberg. Sie gehört zur europäischen Metropolregion Rhein-Neckar. Zusammen mit Laudenbach bildet Hemsbach die Vereinbarte Verwaltungsgemeinschaft Hemsbach.

## Geographie

### Lage und Naturraum

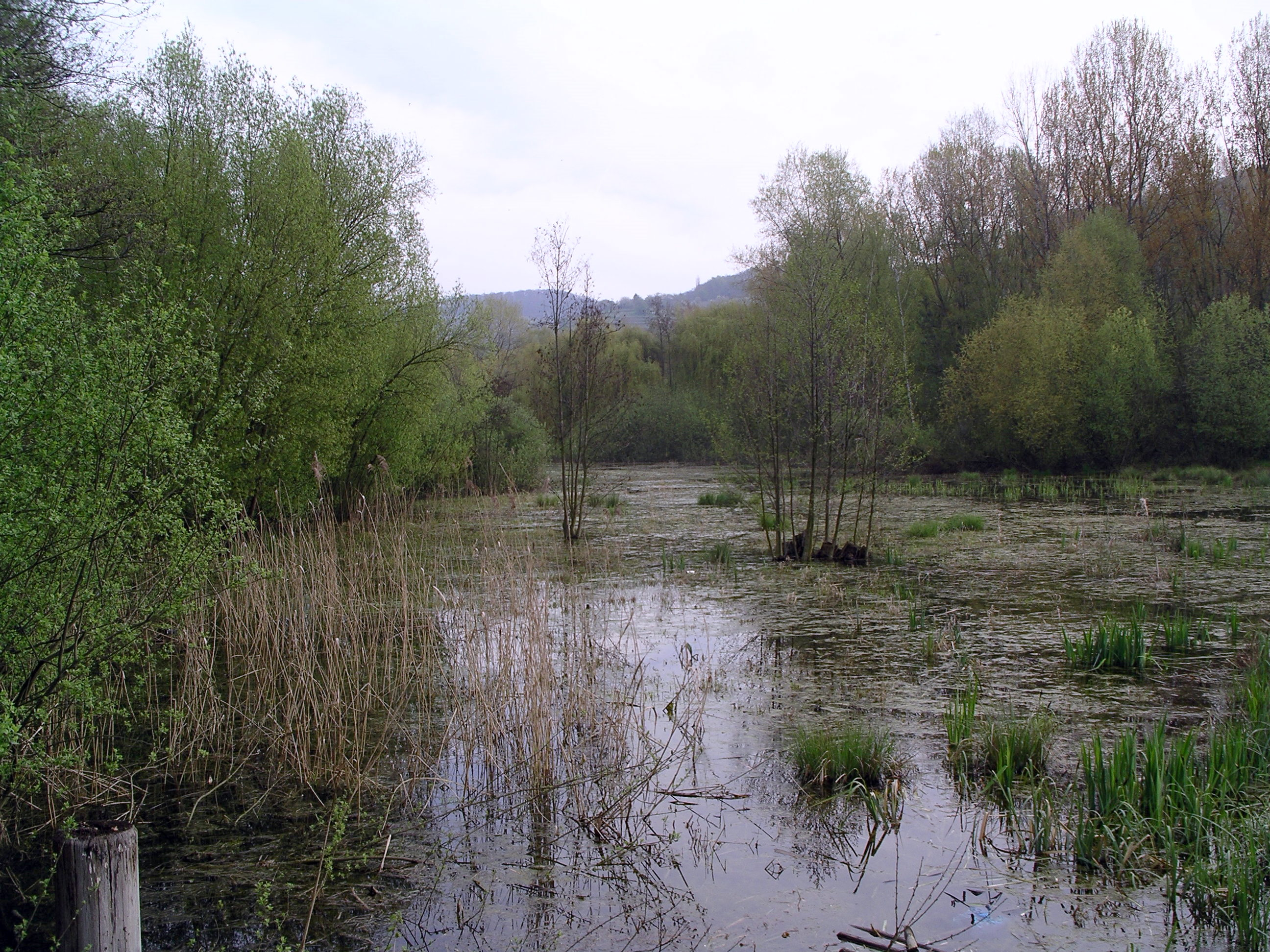
Rohrwiesen

Die Gemarkung Hemsbachs erstreckt sich in 85 bis 340 Metern Höhe an der Bergstraße, also im Übergangsbereich zwischen Odenwald und Oberrheinischer Tiefebene, am gleichnamigen Bach, der seit 1951 verdolt ist.
Das Gemeindegebiet grenzt im Norden an Laudenbach, im Osten an die hessischen Orte Heppenheim, Mörlenbach und Birkenau, im Süden an die Stadt Weinheim und im Westen an die wiederum zu Hessen gehörenden Viernheim, Lampertheim und Lorsch.
Die Hemsbacher Gemarkung weist eine starke West-Ost-Dehnung auf und erstreckt sich über 1286 Hektar. Davon sind 25,7 Prozent Siedlungs- und Verkehrsfläche, 48,5 Prozent werden landwirtschaftlich genutzt und 22,8 Prozent sind bewaldet.

### Stadtgliederung
Zur Stadt Hemsbach gehören die Weiler Balzenbach und Weschnitzsiedlung, der Ort Am Mühlweg (Judenfriedhof), Schloss und die Höfe Schafhof (Waldnerhof) und Watzenhof.

## Geschichte

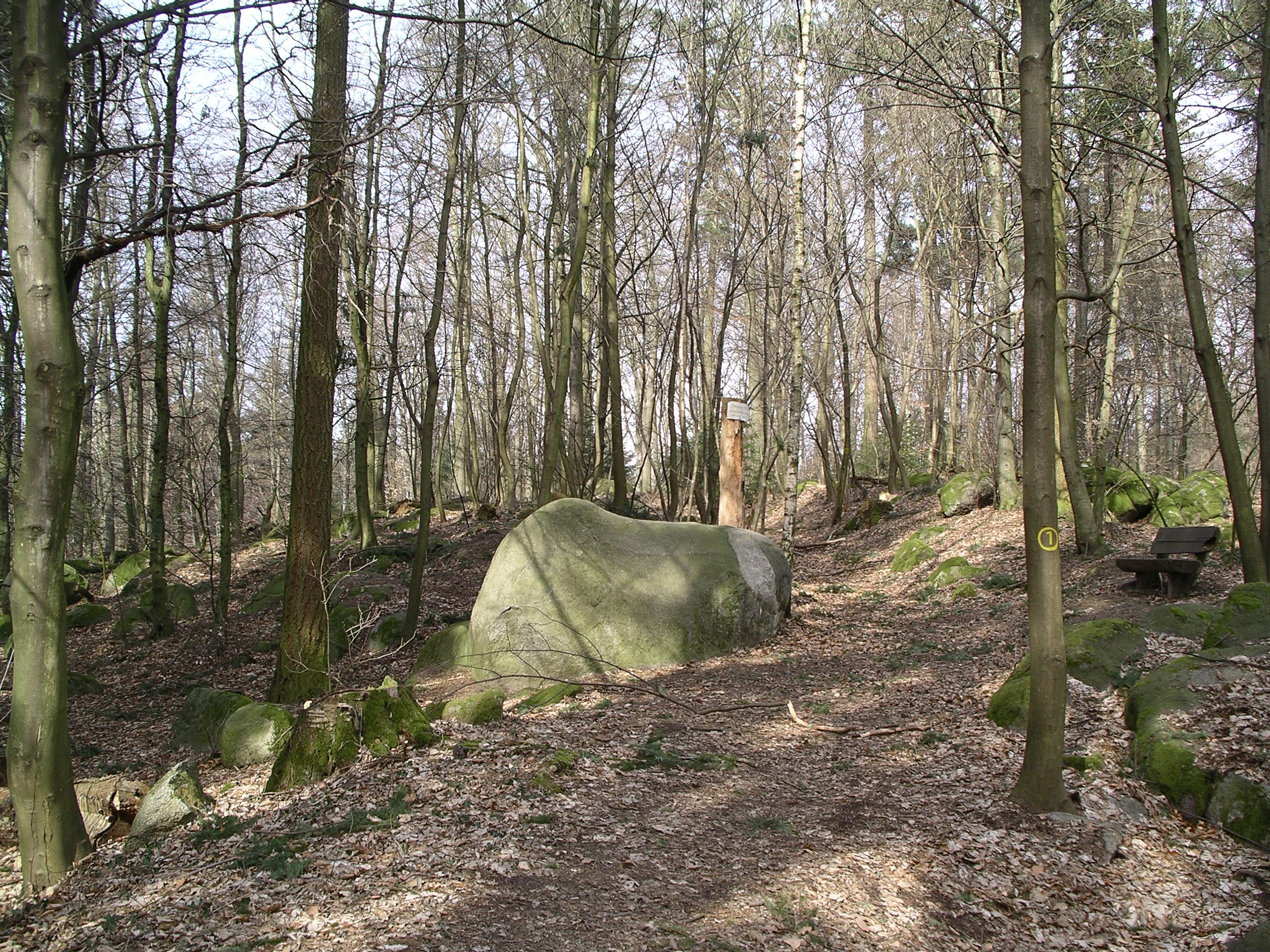
Steinerner Gaul, Grenzmarke der Karolinger

Im Jahr 795 wurde der Ort als Hemmingisbach im Lorscher Codex erstmals urkundlich erwähnt. Es ging dabei um eine Grenzbereinigung zum Besitz des Klosters Lorsch in der „Mark Heppenheim“, einschließlich Hemsbach.
Nach Auflösung der Fürstabtei im Jahre 1232 war das Dorf ein Jahrhundert lang Zankapfel zwischen der Kurpfalz und den Erzbischöfen von Mainz, bis die Pfalz 1344 die Dörfer Hemsbach, Laudenbach und Sulzbach durch einen Schiedsspruch zugesprochen bekam. Bei der Landesteilung 1410 wurde der Ort Pfalz-Mosbach zugeteilt. Herzog Otto von Mosbach verpfändete ein Großteil der Rechte 1449 an das Hochstift Worms. Die Zollrechte allerdings fielen nach dem Aussterben der Linie Pfalz-Mosbach 1499 wieder an die Kurpfalz, die auch die Landeshoheit beanspruchte. Die Streitfrage blieb ungeklärt, bis im Rahmen eines Austauschvertrags mit dem Bischof von Worms Hemsbach 1705 endgültig an die Kurpfalz fiel.
Bei der Auflösung der Kurpfalz kam Hemsbach 1803 zu Baden und wurde dort dem Amt Weinheim angegliedert. In der Nacht zum 1. Mai 1811 wurde auf der Bergstraße kurz vor Hemsbach eine Postkutsche mit zwei Schweizer Kaufleuten vom Hölzerlips und seiner Bande überfallen. Hans Jacob Rieter aus Winterthur starb an seinen dabei erlittenen Verletzungen. 1812 wurde die im Süden auf Hemsbacher Gemarkung befindliche Siedlung Sulzbach abgetrennt und selbständig.
Während der „Badischen Revolution“ trafen hessische Truppen und badische Aufständische 1849 bei Hemsbach aufeinander und lieferten sich schwere Gefechte. Eine Kanonenkugel in der Außenmauer des Hemsbacher Bahnhofsgebäudes erinnert daran noch heute.
Politisch waren seit der Reichsgründung 1871 die Nationalliberalen dominierend, bis sie 1907 von den Sozialdemokraten verdrängt wurden, die auch während der Weimarer Republik meist die stärkste Partei stellten. Bei der Reichstagswahl 1933 erhielt die NSDAP 30 Prozent und die KPD 21 Prozent der Stimmen.
Der Cäsar-Oppenheimer-Platz erinnert mit seinem Namen an einen jüdischen 91-jährigen Greis, der 1940 an den Folgen seiner Deportation in das Camp de Gurs starb.
Durch die Judenverfolgungen in der Zeit des Nationalsozialismus kamen von den 1933 in Hemsbach wohnenden 54 jüdischen Einwohnern bis 1945 mindestens 15 Personen ums Leben.
Mit der Auflösung des Landkreises Mannheim im Rahmen der Kommunalreform von 1973 kam die Gemeinde zum neuen Rhein-Neckar-Kreis. 1979 wurde der Gemeinde Hemsbach die Bezeichnung Stadt verliehen. Im Jahr 1983 wechselte der Hemsbacher Ortsteil Rennhof das Bundesland: er wurde an Hüttenfeld, Ortsteil des hessischen Lampertheim, angegliedert.
| Jahr      | 1496 | 1777  | 1818  | 1852  | 1905  | 1939  | 1950  | 1961  | 1967  | 1970  | 1991   | 1995   | 2005   | 2010   | 2015   | 2020   |
| --------- | ---- | ----- | ----- | ----- | ----- | ----- | ----- | ----- | ----- | ----- | ------ | ------ | ------ | ------ | ------ | ------ |
| Einwohner | 320  | 1.319 | 1.508 | 1.701 | 2.255 | 3.039 | 4.238 | 4.786 | 7.252 | 9.677 | 12.725 | 12.689 | 12.400 | 12.290 | 12.050 | 11.706 |

Nach dem aktuellen Gemeindeverzeichnis (Stichtag 31.12.2023) ist Hemsbach mit seinen 11.884 Einwohnern die 1076. größte Stadt und die 1352. größte Gemeinde Deutschlands.

## Religionen

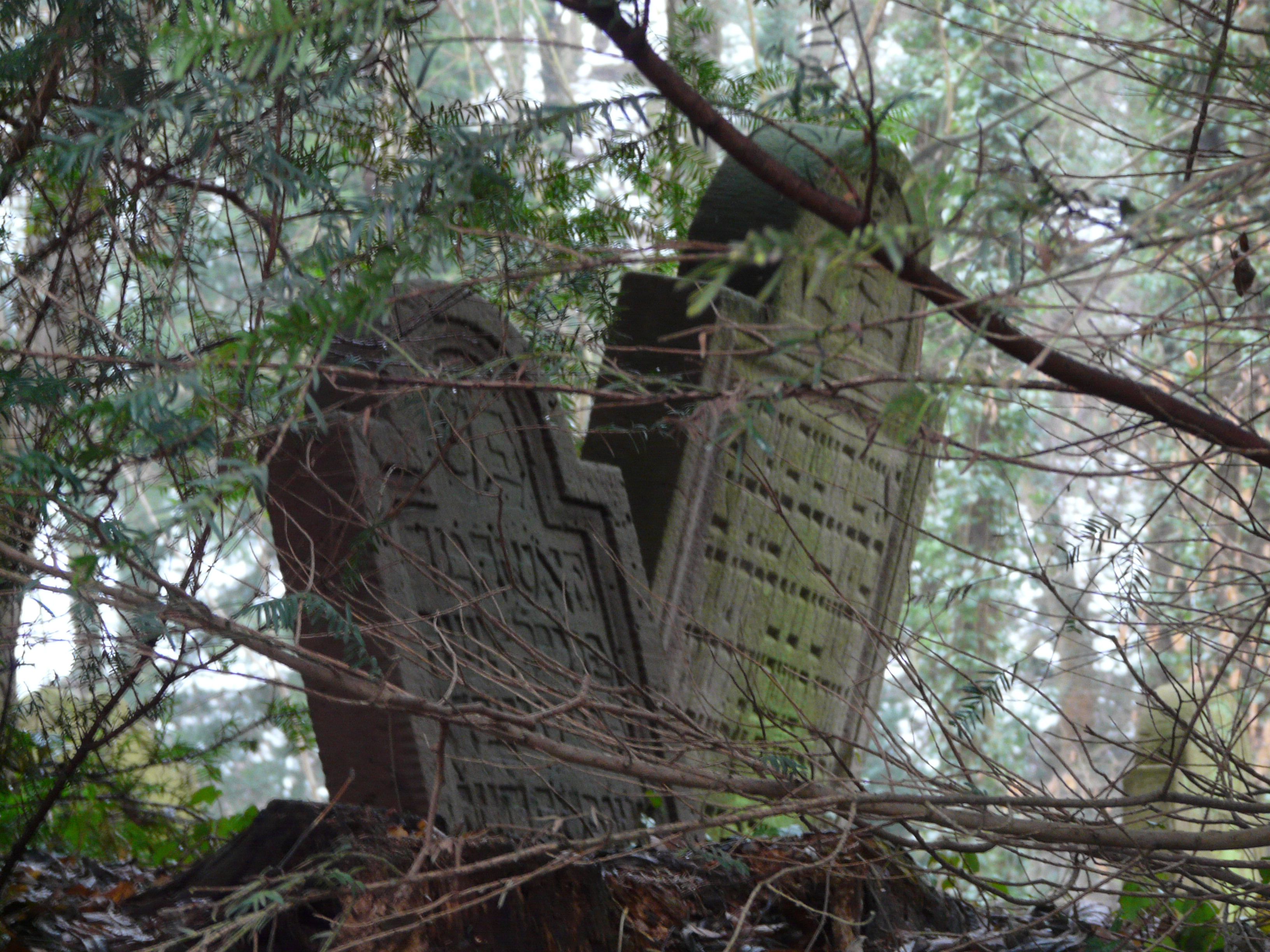
Jüdischer Friedhof

Während der Reformationszeit wurde in Hemsbach wie in der gesamten Pfalz die Reformation eingeführt. 1653 wurde auch die katholische Konfession wieder zugelassen und die damals einzige Kirche der Stadt Sankt Laurentius von beiden Glaubensgemeinschaften als Simultankirche genutzt. Das Simultaneum wurde in der Kurpfalz schon bald wieder abgeschafft, bestand indes aber in Hemsbach weiter, bis 1936 eine neue evangelische Kirche eingeweiht wurde.
Seit dem 17. Jahrhundert sind Familien jüdischen Glaubens nachgewiesen. Sie hatten schließlich seit 1845 eine eigene Synagoge mit rituellem Bad (Mikwe) und einen Friedhof, der als Verbandsfriedhof genutzt wurde. Von 1836 bis 1872 gab es eine jüdische Elementarschule. Beim Novemberpogrom 1938 brachten auswärtige SA-Leute am 10. November 1938 in der Synagoge eine Sprengladung zur Explosion, wodurch beträchtliche Zerstörungen angerichtet wurden. Eine Inbrandsetzung des Gebäudes wurde durch Nachbarn verhindert, die ein Übergreifen der Flammen auf andere Gebäude befürchteten. Daraufhin wurden Gebetbücher, Ritualgegenstände und andere Einrichtungsgegenstände in den Hof geworfen und dort angezündet. Heute dient sie als überkonfessionelle Begegnungs- und Gedenkstätte.
In Hemsbach existiert eine Evangelisch-Freikirchliche Gemeinde (Baptisten), das Evangelische Bonhoeffer-Gemeindezentrum, die Evangelische Luthergemeinde, die Katholische Pfarrgemeinde St. Laurentius sowie eine Neuapostolische Gemeinde.

## Politik

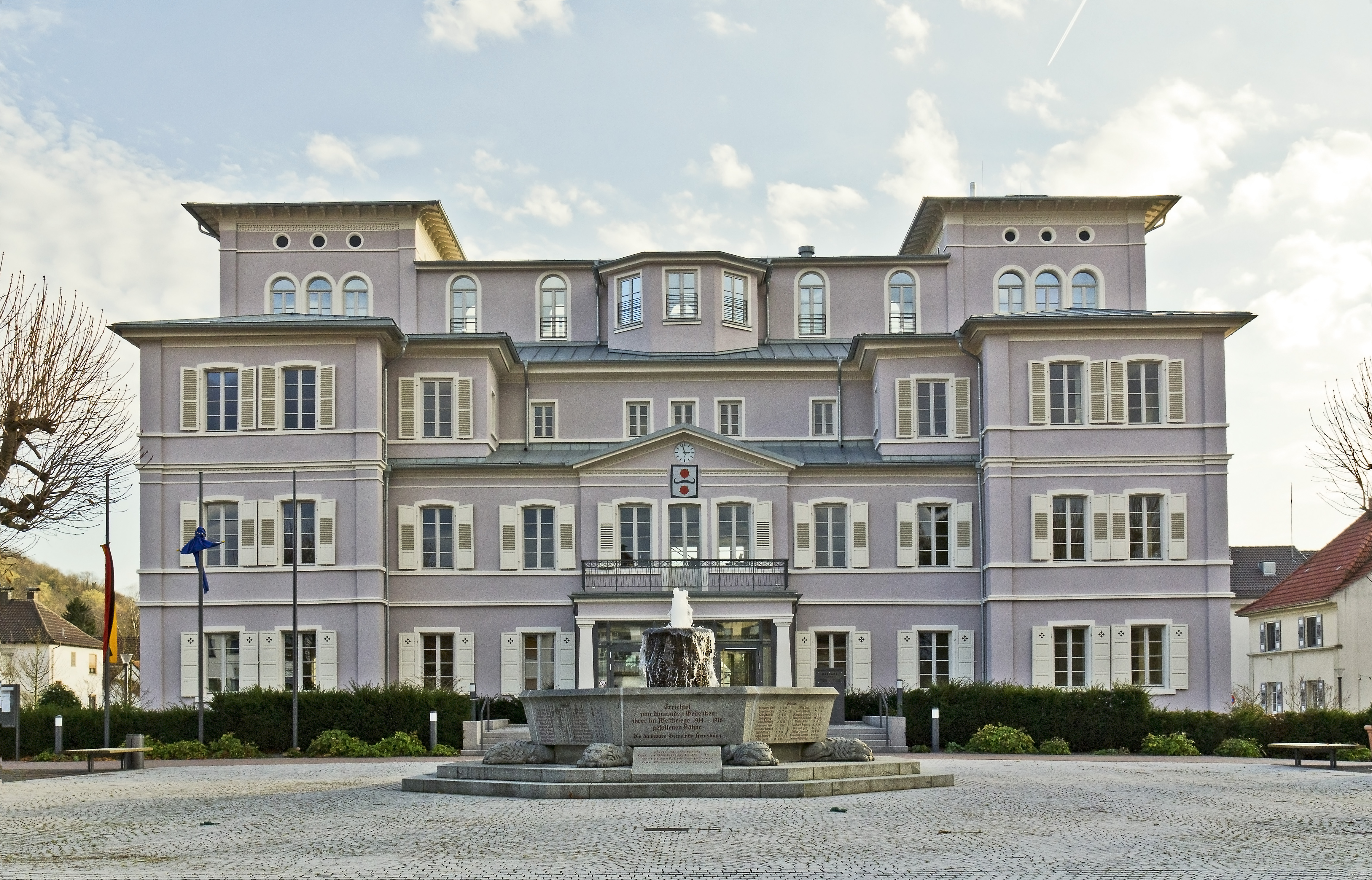
Im Rothschild-Schloss befindet sich heute das Rathaus

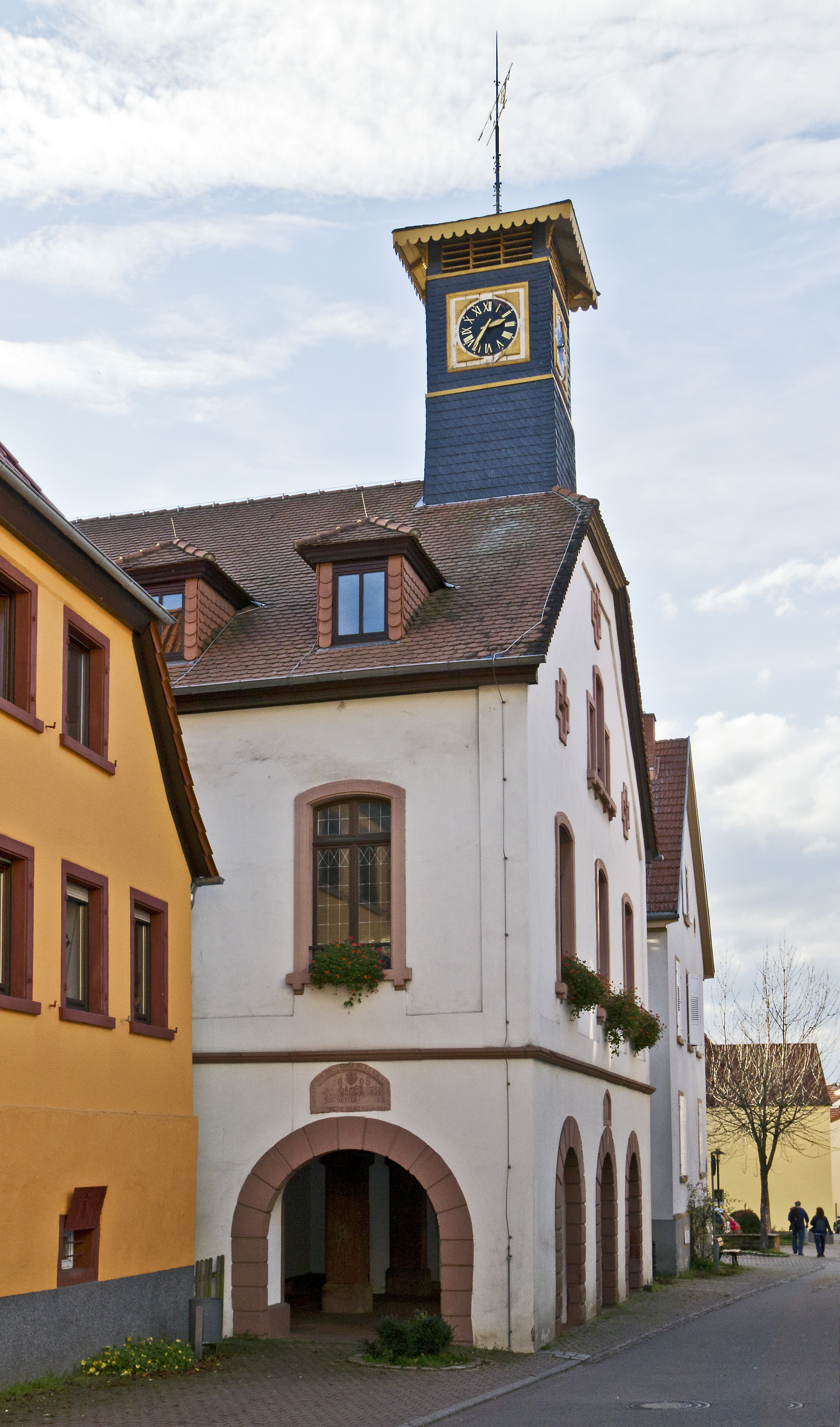
Altes Rathaus

### Gemeinderat
Der Gemeinderat hat 22 Mitglieder. Hinzu kommt der Bürgermeister als stimmberechtigter Vorsitzender des Rats.
Die Kommunalwahl 2024 führte zu folgendem Ergebnis:
| Partei/Wählergruppe | Stimmen | Sitze  | Ergebnis 2019   |
| ------------------- | ------- | ------ | --------------- |
| CDU                 | 24,81 % | 6      | 25,8 %, 6 Sitze |
| SPD                 | 20,27 % | 4      | 18,3 %, 4 Sitze |
| FDP                 | 14,51 % | 3      | –               |
| Freie Wähler        | 14,47 % | 3      | 25,2 %, 6 Sitze |
| Pro Hemsbach        | 14,63 % | 3      | 15,1 %, 3 Sitze |
| Grün-Bunte-Liste    | 11,30 % | 3      | 15,7 %, 3 Sitze |
| Wahlbeteiligung     | 62,7 %  | 62,7 % | 63,0 %          |

### Bürgermeister
Der Bürgermeister wird alle acht Jahre direkt gewählt. Bei der Wahl 2011 setzte sich der parteilose Jürgen Kirchner durch. Er wurde von der SPD, der Wählergemeinschaft Pro Hemsbach und der Grün-Bunten-Liste unterstützt und trat sein Amt 2012 an.
- 1988–2011: Volker Pauli (CDU)
- Seit 2012: Jürgen Kirchner (parteilos)

### Wappen
Die Blasonierung des Wappens lautet: In Silber ein schwarzes Schulterjoch, begleitet oben und unten von je einer roten Rose mit grünen Kelchblättern. Es geht zurück auf ein Gerichtssiegel aus dem Jahre 1490. Dass Hemsbach bereits vergleichsweise früh ein Siegel führte, lag an seiner Funktion als Zollstelle an der Bergstraße. Die Tingierung des Wappens wurde 1910 vom Generallandesarchiv festgesetzt. Das Joch ist das alte Fleckenzeichen Hemsbachs. Die Bedeutung der Rosen ist nicht geklärt, vermutlich handelte es sich früher aber nur um eine Verzierung.
Über die Bedeutung und die Herkunft der Symbole im Wappen ist sich die Hemsbacher Geschichtsforschung jedoch noch nicht endgültig im Klaren. In seinen Forschungsergebnissen hat Altstadtrat Edwin F. Höhn im Jahr 1992 überzeugend dargelegt, dass das geschwungene Symbol in der Mitte des Wappens einen Spannhaken darstellt. Ein Spannhaken, der auch als Schulterjoch bezeichnet wird, wurde früher in dieser Weinbaugegend genutzt, um Lasten an den steilen Bergabhängen bequem transportieren zu können. An den Haken der beiden Enden wurde je ein Korb oder Eimer angehängt und die Behälter somit durch den Spannhaken zusammengespannt. Bei der Traubenernte waren die Behälter Traubenkörbe; bei der Verteilung von Dung waren es Mistkörbe. Die Aufteilung der Last auf zwei Behälter war sehr vorteilhaft. Das Gesamtgewicht konnte auch bequem auf eine Schulter aufgelastet werden, wobei ein Behälter vorne und einer hinten sich befinden konnte. Hierdurch konnte der Träger ungehindert durch die engen Weinstockreihen gehen und hatte dabei noch eine Hand frei zum Tragen eines weiteren Gegenstandes, zum sich Festhalten oder zum Bahnen des Weges.
Ein Symbol aus dem Umfeld des Weinbaus ist auch in den Wappen der Nachbargemeinden zu finden. So führt die Gemeinde Laudenbach die Hippe in ihrem Wappen. Eine Hippe ist ein sichelförmiges Messer, das zum effizienten Schneiden der Trauben und Reben noch bis in unsere Zeit eingesetzt wurde. Im Wappen von Weinheim befindet sich das Symbol der Weinleiter. Mit ihrem Einsatz wurden früher die schweren Weinfässer transportiert.
Im Hemsbacher Wappen befinden sich oberhalb und unterhalb des Spannhakensymbols, wie schon erwähnt, jeweils das Symbol einer fünfblättrigen Rose. Auch für die historisch wohl richtige Deutung hat Edwin F. Höhn den Weg gewiesen. Bevor das Hemsbacher Gerichtssiegel zur Bestätigung von Urkunden verwendet wurde, wurden Urkunden mit den Siegeln der Ortspfarrer und wohl auch mit Siegeln der Dorfherren von Hemsbach bestätigt. Das Hemsbacher Wappen ist zum ersten Mal in einem Abdruck des Hemsbacher Gerichtssiegels auf einem Dokument aus dem Jahr 1476 zu finden. Zu dieser Zeit war der Besitz am Dorf und der Burg von Hemsbach bereits vom Kurfürsten der Kurpfalz auf den Bischof von Worms übergegangen. Der Bischof von Worms war damals Reinhard von Sickingen und sein Bruder Dietrich von Sickingen war Dorfherr von Hemsbach. Die Familie von Sickingen führte in ihrem Wappen fünf silberne Kugeln. Die fünfblättrige Rose im Hemsbacher Wappen könnte eine Übernahme der fünf Kugeln aus dem Wappen derer von Sickingen sein, wobei die Kugeln zu Rosenblättern und sie anders angeordnet wurden. Mit dieser Deutung der geschichtlichen Zusammenhänge wäre die reine Zierart der Rose im Hemsbacher Wappen auf einen realen machtpolitischen Hintergrund seiner Entstehungszeit zurückgeführt.

### Partnerstädte
Hemsbach unterhält seit 1972 partnerschaftliche Beziehungen zu Bray-sur-Seine im Département Seine-et-Marne in Frankreich, seit 1986 zu Wareham westlich von Bournemouth in Großbritannien und seit 1990 zu Mücheln im Saalekreis in Sachsen-Anhalt.

## Kultur und Sehenswürdigkeiten

### Museen
In der ehemaligen Synagoge ist heute ein Museum zur Geschichte der Juden in Hemsbach untergebracht.

### Bauwerke

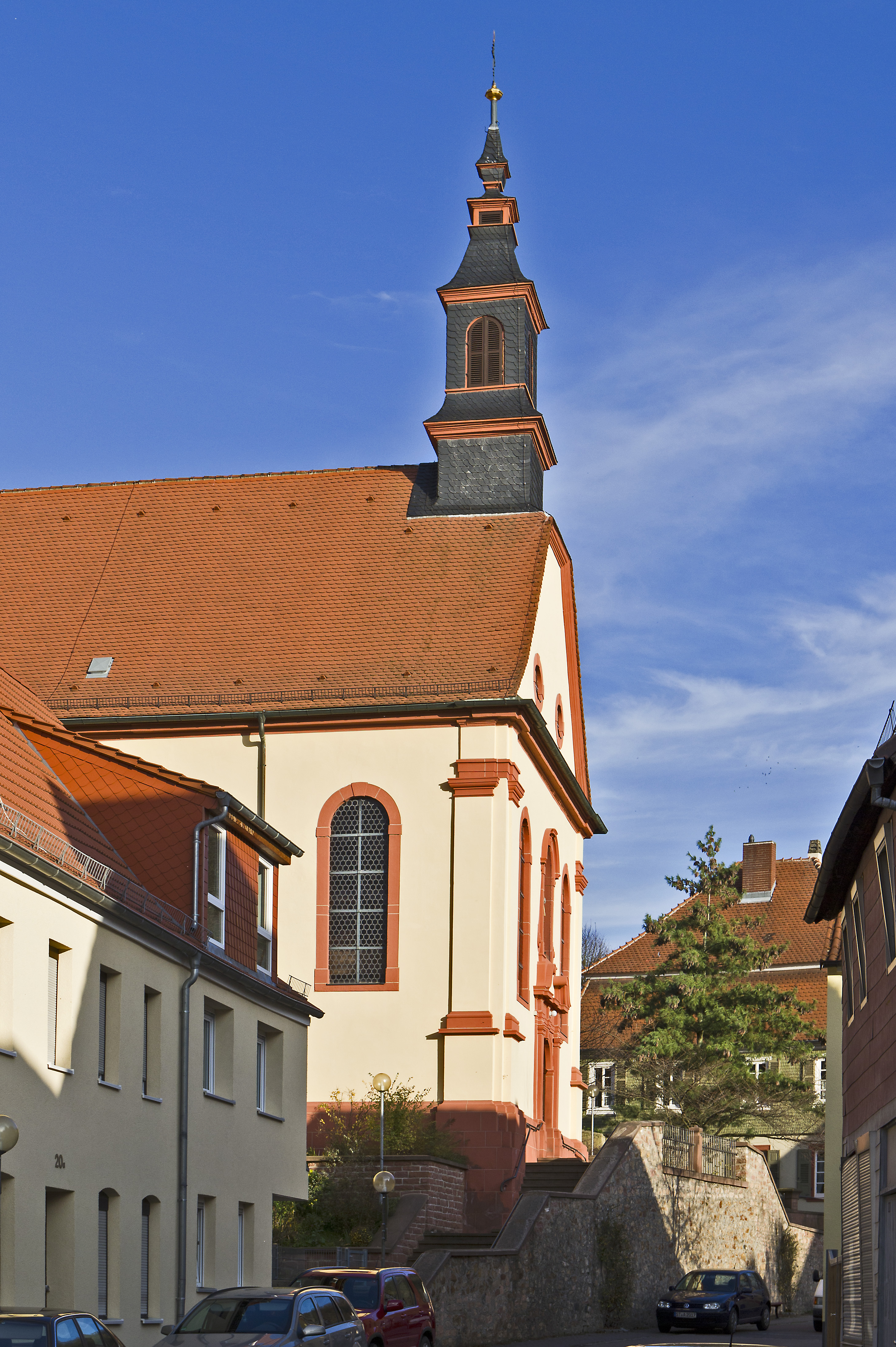
St.-Laurentius-Kirche

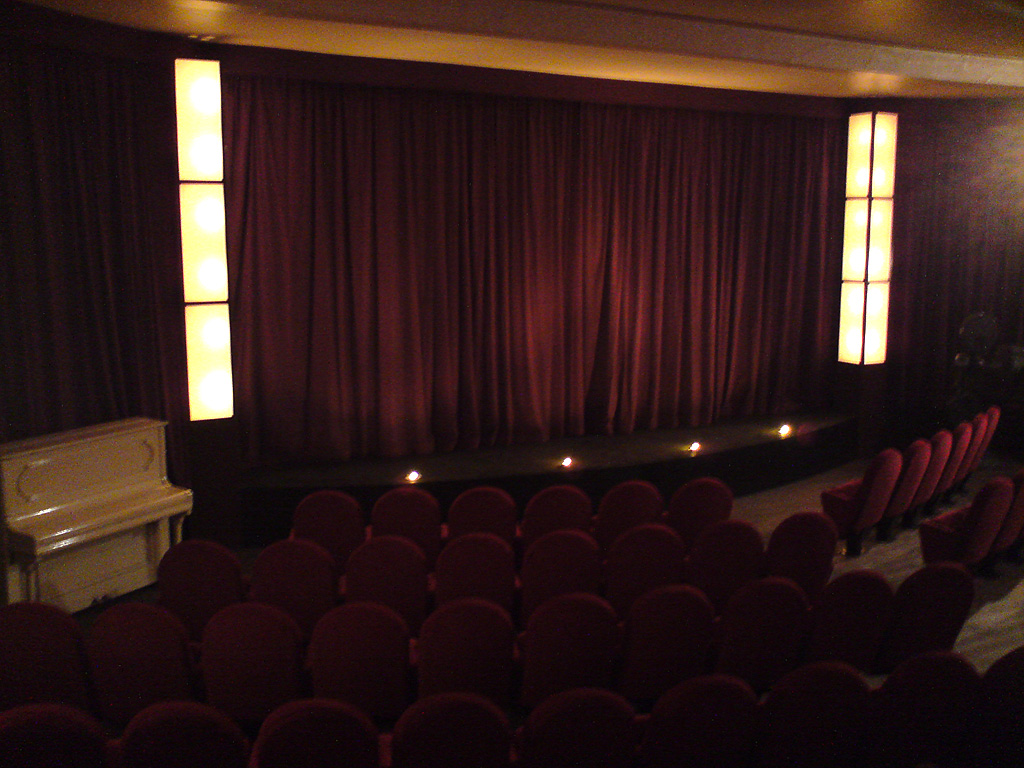
Programmkino Brennessel, vor 2009

Von der um 1421 schon bestehenden Tiefburg ist lediglich der Wohnturm erhalten, heute „Zehntscheuer“ genannt. Auf der Rückseite des Wohnturmes ist noch ein mittelalterlicher Erker, der als Abort genutzt wurde, vorhanden. Es ist das älteste Gebäude Hemsbachs.
1837 kaufte Graf Waldner von Freundstein den östlich von Hemsbach gelegenen Schafhof und ließ auf der Anhöhe oberhalb den nach ihm benannten 10,1 m hohen Waldnerturm errichten. Der denkmalgeschützte Aussichtsturm wird auch „Vierritterturm“ genannt, da er an den oberen Ecken mit vier Ritterstatuen verziert ist, deren Köpfe jedoch abgeschlagen sind. Von der oberen 7,6 m hohen Aussichtsplattform mit ihren acht kleinen Fenstern hat man einen guten Blick in den Odenwald und über Hemsbach in die Rheinebene.
Die St.-Laurentius-Kirche wurde in der Mitte des 18. Jahrhunderts erbaut und 1808 um zwei Achsen verlängert. Der barocke Putzbau ist mit Eckpilastern versehen. Der Kirchturm mit seiner welschen Haube steht an der Westseite am Übergang des polygonalen Chors zum Langhaus. An der Südfassade befindet sich eine Rundbogennische mit dem hl. Laurentius. Der trapezförmige Giebel schließt mit einem Dachreiter.
Das alte Rathaus stammt von 1698, seine Erdgeschosshalle bereits aus dem Jahr 1618. Das Obergeschoss wurde nach einem Brand 1852 neu aufgebaut. Die offene Erdgeschosshalle des zweigeschossigen Putzbaus öffnet sich zur Straße mit drei Rundbögen. Auf dem Giebel ruht ein Dachreiter und an der Südwestecke befindet sich ein quadratischer Turmanbau.
Der Mittelbau des neuen Schlosses geht zurück auf eine Villa, die der kurpfälzische Jagdrat Blesen 1764 errichtete. 1839 erwarb Karl Mayer von Rothschild das Gebäude und ließ es erweitern. 1925 erwarb die Gemeinde das Anwesen und nutzt es seither als Rathaus.

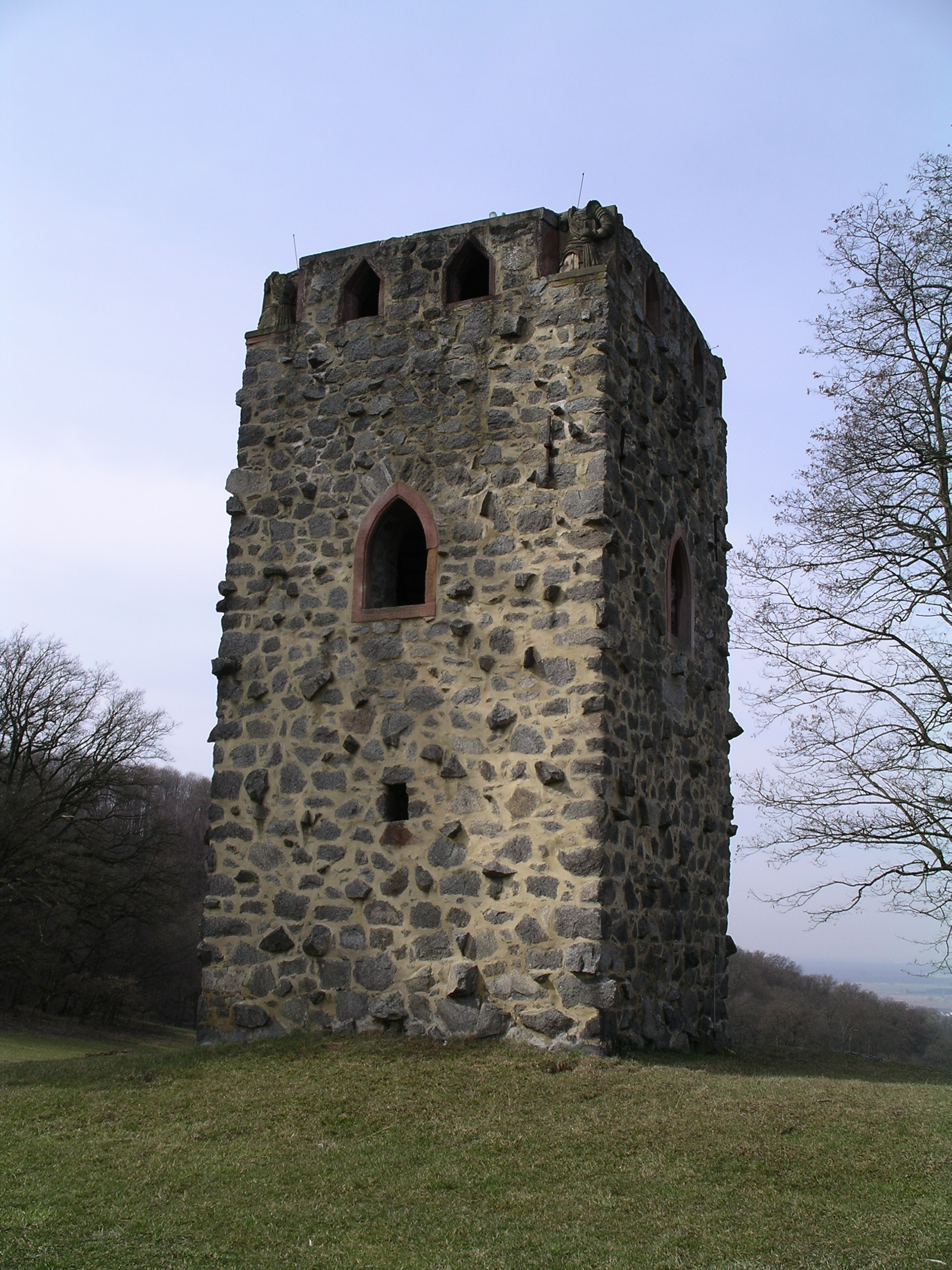
Waldnerturm
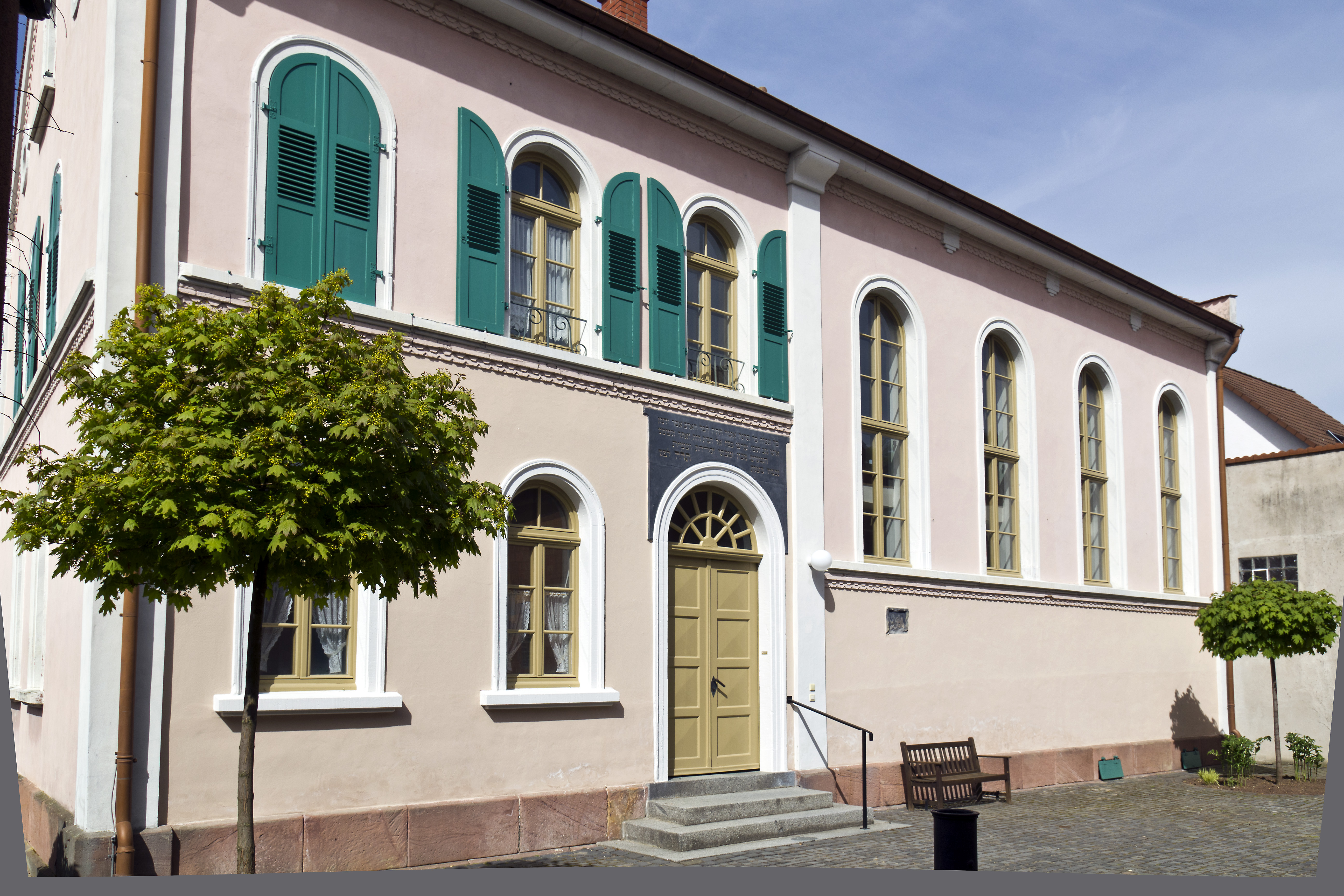
Ehemalige Synagoge
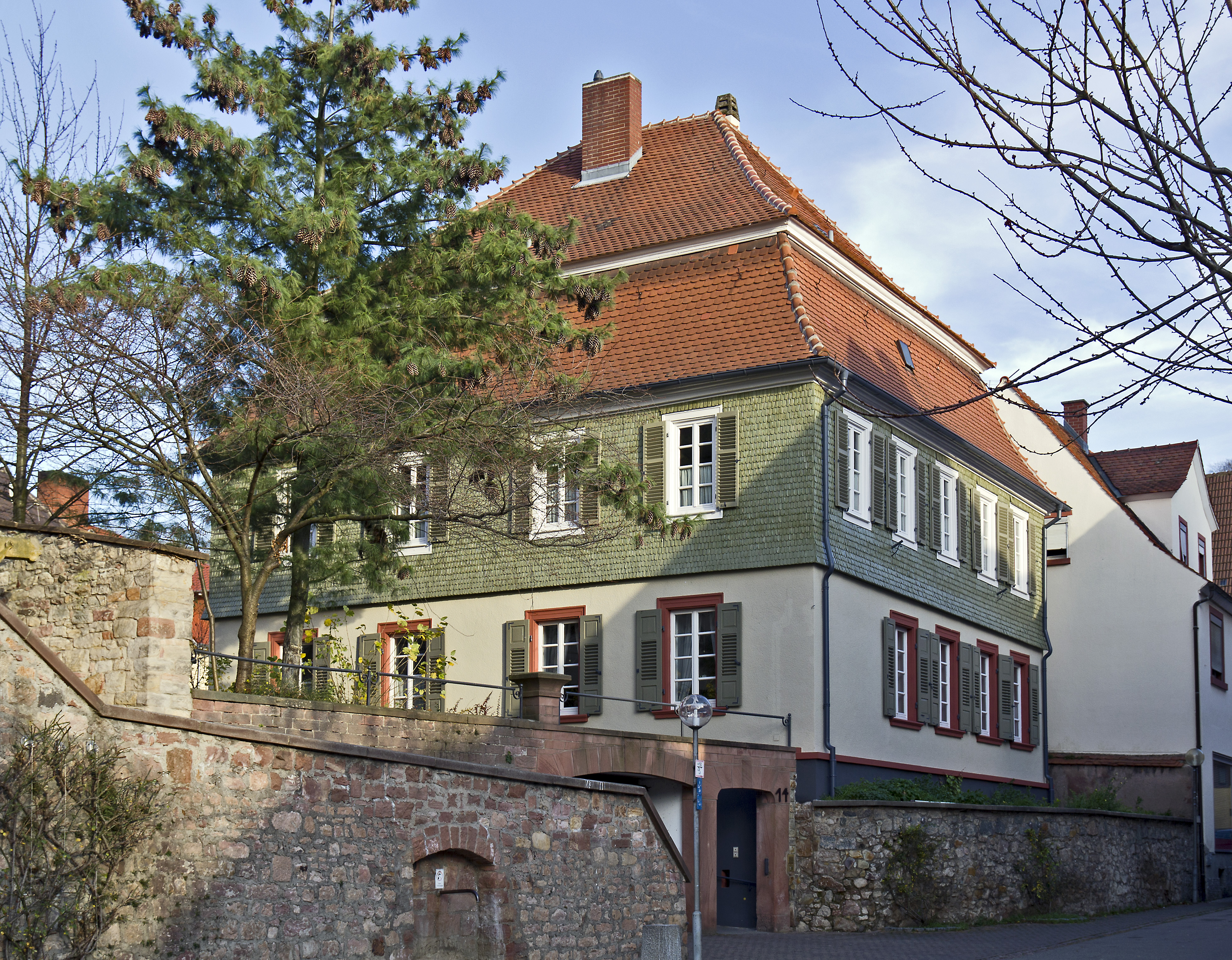
Katholisches Pfarrhaus
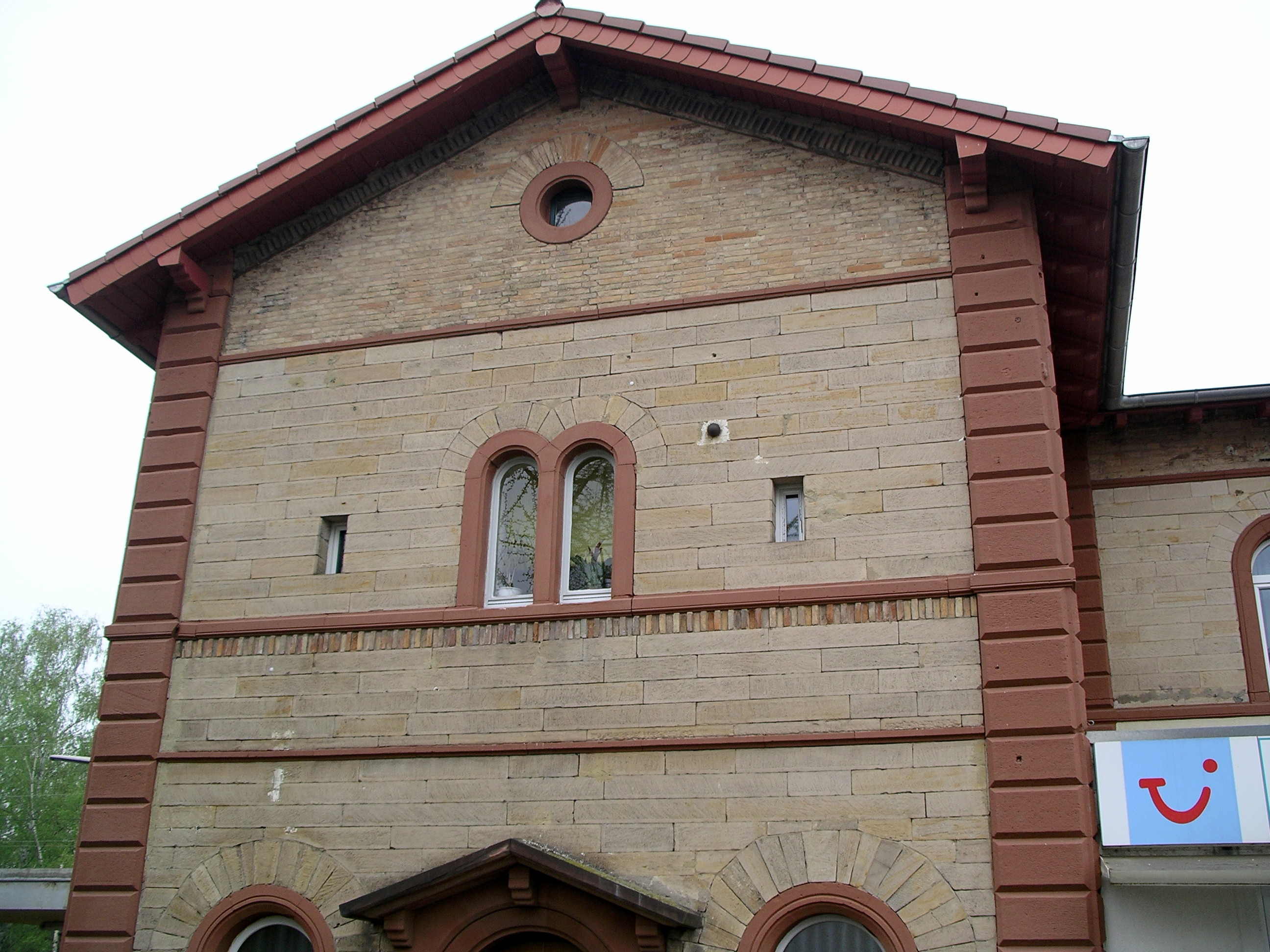
Bahnhof, Kanonenkugel
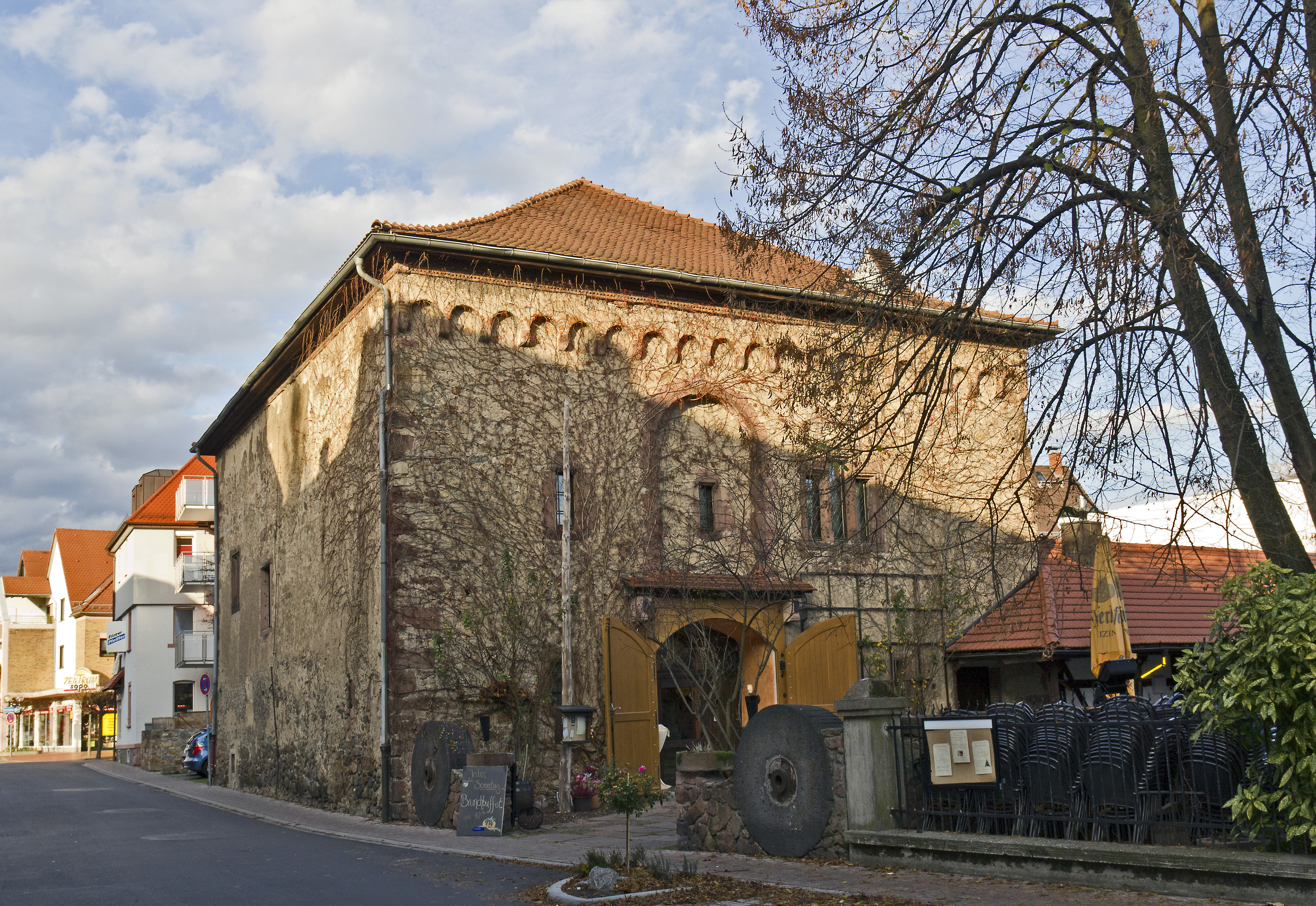
Zehntscheuer

### Freizeit
Das Programmkino Brennessel wurde mehrfach ausgezeichnet für sein herausragendes Jahresfilmprogramm. Der Naherholung dient das 20 Hektar große Gelände des Freibads Wiesensee. Zahlreiche Vereine und Sportstätten runden das Freizeitangebot ab.
Die Hemsbacher Kerwe ist weit über die Gemeinde hinaus bekannt. Die Kerwe findet jedes Jahr ab dem ersten Freitag im August für vier Tage statt und ist weithin bekannt für ihre Straußwirtschaften. Sie zieht nach der Weinheimer die meisten Besucher an, auch aus der weiteren Umgebung.
Das Wein- und Blütenfest (Ende April/Anfang Mai mit Tanz in den Mai) verdankt sich der Bedeutung Hemsbachs als Weinort und Standort für den Fremdenverkehr an der Bergstraße.
Das Sportangebot der Hemsbacher Vereine ist vielseitig. Der TC 1965 ist der größte Tennisclub mit zehn Plätzen. Zu den größten Vereinen der Stadt gehört der TV Hemsbach. Besonders erfolgreich sind die Penguin Tappers, die an internationalen Steppmeisterschaften teilnehmen.
Das städtische Jugendzentrum Hemsbach „JuZ“ bietet Jugendlichen die Möglichkeit, ihre Freizeit dort nach ihren Wünschen zu gestalten. Mit seiner Gründung im Jahr 1973 auf Initiative von Jugendlichen und Studenten ist das Jugendzentrum Hemsbach eines der ältesten seiner Art. Das Jugendzentrum veranstaltet jedes Jahr die Hemsbacher Ferienspiele, ein zwölftägiges Angebot für 125 Kinder mit Ausflügen und viertägigem Zeltlager.
Im Juli 2016 wurde in Hemsbach die größte von deutschlandweit insgesamt 19 alla hopp!-Anlagen eröffnet. Die Anlage umfasst auf 18.000 m² Bewegungs-, Sport- und Spielangebote für jedes Alter.

## Ökologie
Am nördlichen Rand von Hemsbach, zwischen Silcherweg, Rohrwiesenweg, Laudenbacher Weg und Friedrich-Ebertstraße, befindet sich auf einem ca. 6 Hektar großen Gelände eine ehemalige Chemikalien-Ablagerungsstätte der Firma Carl Freudenberg KG a. A. Nach Aktenlage hat der Gemeinderat der heutigen Stadt Hemsbach der Firma Carl Freudenberg KG a. A. im Jahr 1955 die Ablagerung von Fabrikabfällen auf einer Fläche von ca. 6 ha auf dem Gewann Herrenwiese in Hemsbach genehmigt. Auf dem Gelände wurde das Bildungszentrum erbaut, das heutige Bergstraßengymnasium. Auch Häuser im Silcherweg befinden sich auf dem belasteten Boden.
Auszug aus einer Antwort des Ministeriums für Kultus, Jugend und Sport zu einer Kleinen Anfrage des Abgeordneten Christian Jung:

„Vor Ort wurden neben Filterschlämmen aus der Kläranlage der Firma Freudenberg u. a. auch Abfälle aus der Produktion (Gummiabfälle, Vliesstoffabfälle, Lederschnitzel), Verpackungsmaterial, Bauschutt und Schlackereste abgelagert. Die Ablagerungstätigkeit endete vermutlich im Jahr 1967. Aktenkundig ist ferner, dass in diesem Zeitraum vor Ort auch durch die Rheinische Gummi- und Zelluloid-Fabrik Abfälle abgelagert wurden. Der genaue Wortlaut der damaligen Genehmigung zur Ablagerung von Abfällen ist der Landesregierung nicht bekannt, da der Vertrag zwischen der Gemeinde Hemsbach und der Firma Freudenberg aus dem Jahr 1955 nicht vorliegt. Die Rechtmäßigkeit der vor Ort tatsächlich abgelagerten Stoffe kann daher nicht nachvollzogen werden.“

## Wirtschaft und Infrastruktur

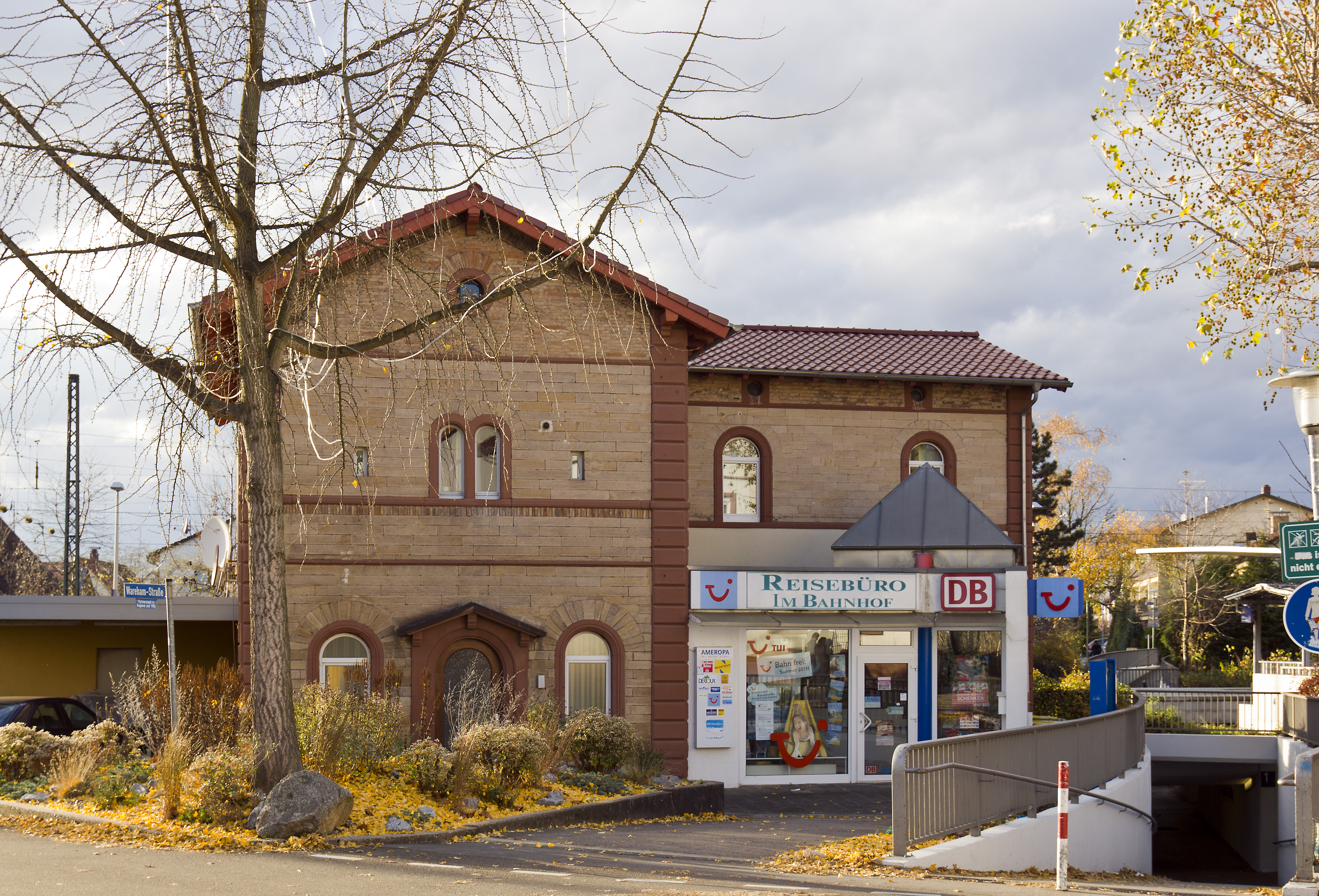
Bahnhof

### Verkehr
Hemsbach war schon immer verkehrstechnisch gut an die Region angebunden. An der Bundesautobahn 5 (Frankfurt–Karlsruhe), die durch die Gemarkung verläuft, hat die Stadt eine eigene Anschlussstelle. Die Bundesstraße 3 (Darmstadt–Heidelberg), im Bereich der Bergstraße seit der Römerzeit ein wichtiger Verkehrsweg, führt durch die Stadt.
Ebenfalls durch die Stadt verläuft seit 1846 die Bahnstrecke Frankfurt am Main–Heidelberg, die schon damals in Hemsbach einen Bahnhof eröffnete. Regionalbahnen, S-Bahnen und Regional-Express-Züge halten hier und schaffen die Verbindung zu den Zentren Mannheim, Heidelberg, Mainz, Darmstadt und Frankfurt. Buslinien führen nach Laudenbach und Weinheim. Seit dem Fahrplanwechsel im Dezember 2018 fährt die Linie 631 auch den Bahnhof Hemsbach an. Hemsbach gehört zum Tarifgebiet des Verkehrsverbunds Rhein-Neckar.
Die nächstgelegenen Flugplätze sind der Flugplatz Mannheim City (20 km) und der Flughafen Frankfurt Main (65 km).
Die Kreisverbindungsstraße KVS / K 4229, die in Weinheim von der B 38 abzweigt, über Sulzbach, Hemsbach und Laudenbach führt und südlich von Heppenheim auf die B 3 trifft, wurde am 22. Mai 2015 eröffnet. Das Ingenieurbüro Habermehl und Follmann (Rodgau) präsentierte im Heppenheimer Bau-, Umwelt- und Stadtentwicklungsausschuss (BUS) Möglichkeiten für einen weiteren Anschluss an die A 5. Die Verkehrsprognosen für 2025: für Laudenbach/Hemsbach ergäbe sich eine Bündelung des Verkehrs auf der K 4229 und ein Plus von 950 bis 2.300 Autos täglich, aber auch eine Entlastung von B 3 und L 3110.
Durch eine Alltagsroute aus dem Radnetz Baden-Württemberg ist Hemsbach mit Weinheim (über den Stadtteil Sulzbach) und in der anderen Richtung über Laudenbach Richtung Heppenheim verbunden.
Durch Hemsbach verläuft als Landes-Radfernweg der Badische Weinradweg. Er führt von Grenzach-Wyhlen am Hochrhein nach Laudenbach, dabei werden sieben der neun badischen Weinanbaugebiete untereinander verbunden. Die Route verläuft von Weinheim über Sulzbach-West nach Hemsbach und weiter nach Laudenbach.

### Bildung

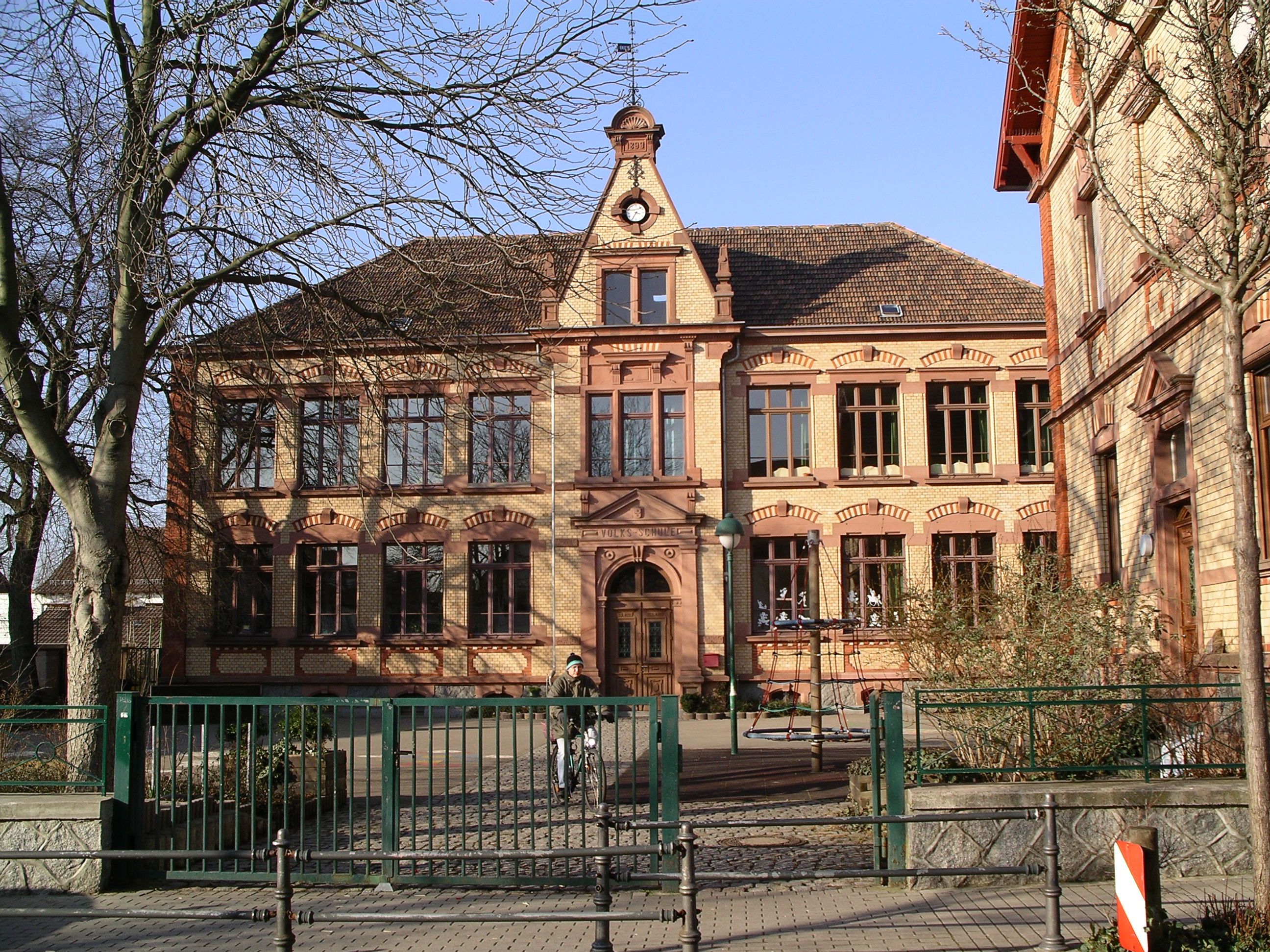
Goetheschule in der Gartenstraße

In Hemsbach gibt es zwei Grundschulen (Goetheschule und Hebelschule), eine Gemeinschaftsschule (Schillerschule), eine Realschule (Carl-Engler-Realschule) und das Bergstraßen-Gymnasium. Die Realschule sowie das Gymnasium sind in einem Gebäude vereint. Die Gemeinschaftsschule liegt auch in räumlicher Nähe zu dem Gebäude. Getragen wird das Bildungszentrum, das alle drei Schulen enthält, von den drei benachbarten Gemeinden Hemsbach, Laudenbach und Weinheim-Sulzbach. Für die jüngsten Einwohner bestehen insgesamt fünf Kindergärten. Die Volkshochschule Badische Bergstraße unterhält eine Zweigstelle in Hemsbach. Die katholische Gemeinde betreibt eine öffentliche Bücherei.

## Persönlichkeiten

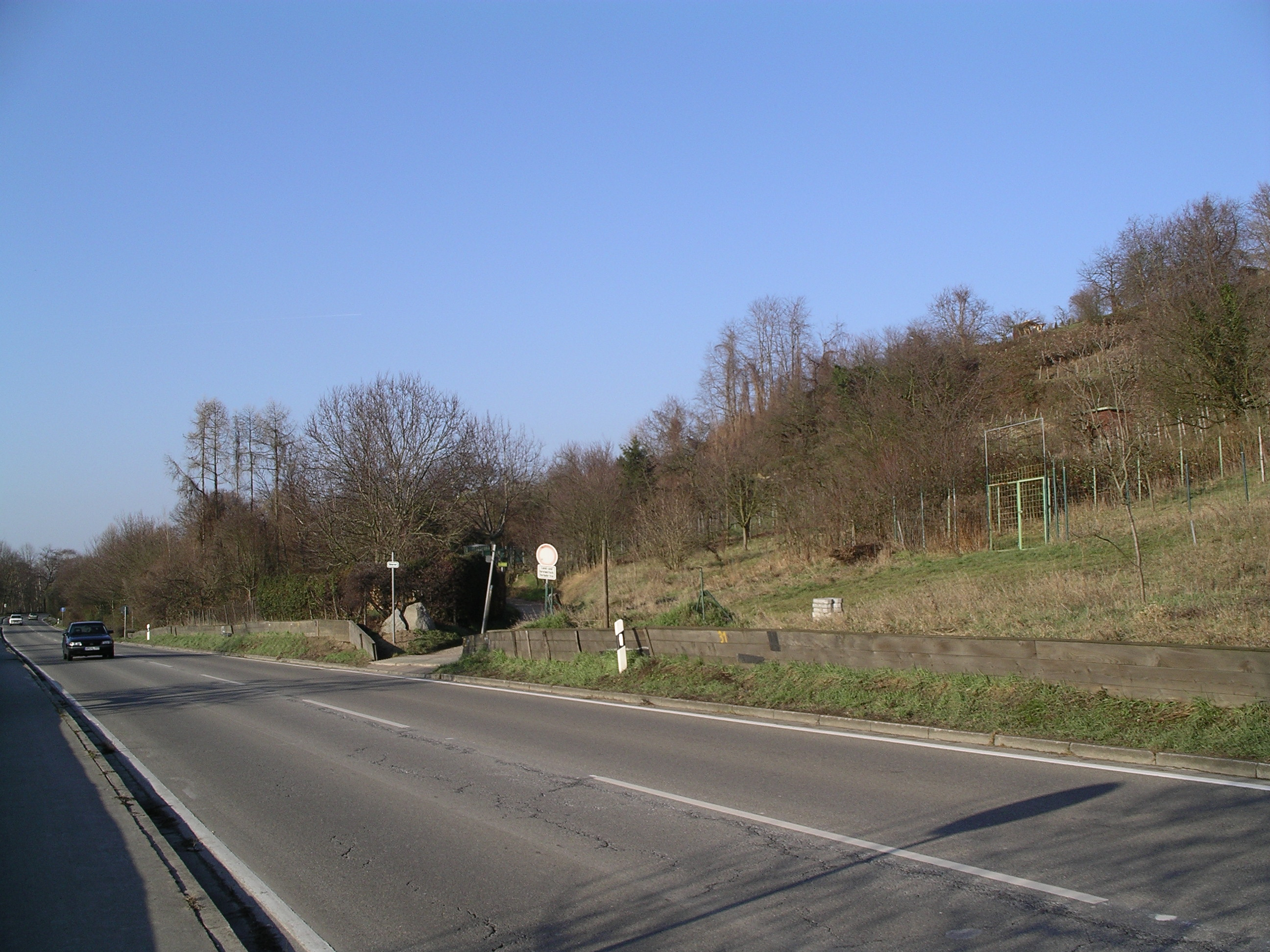
Der Tatort des Postkutschen-Überfalls der Hölzerlips-Bande: Chaussee vor Hemsbach (heute B3)

### Bekannte Hemsbacher
- Moritz Pfälzer (1869–1936), Rechtsanwalt und stellvertretender Vorsitzender des Oberrats der Israeliten Badens
- Hans Helwig (1881–1952), Reichstagsabgeordneter der NSDAP, SS-Brigadeführer und Kommandant der Konzentrationslager Ankenbuck, Lichtenburg und Sachsenhausen
- Alwin Renker (1931–2013), katholischer Priester, Religionspädagoge und Alttestamentler
- Mai Thi Nguyen-Kim (* 1987), Wissenschaftsjournalistin, Fernsehmoderatorin, Chemikerin, Autorin und Webvideoproduzentin

### Personen, die mit der Stadt in Verbindung stehen
- David Pareus (1548–1622), reformierter Theologe, hatte von 1573 bis 1577 die Pfarrstelle in Hemsbach inne
- Reinhard Wolf (1589–1637), Pfarrer in Hemsbach ab 1613, hielt 1613 die Beerdigungsansprache für den Laudenbacher Pfarrer Anton Praetorius
- Hölzerlips (1770–1812), Räuber, hat 1811 auf der Chaussee vor Hemsbach den Überfall auf eine Postkutsche angeführt
- Carl Mayer von Rothschild (1788–1855), seit 1839 Ehrenbürger von Hemsbach
- Jack van Doorn, Trompeter, Sänger, Orchesterleiter[26][27]